# 林元俊
林 元俊（はやし げんしゅん、1861年3月30日（万延2年2月20日）- 1904年（明治37年）10月31日）は、明治期の農業経営者、実業家、政治家。衆議院議員。

## 経歴
琉球国薩摩藩領大島郡花徳村（鹿児島県大島郡花徳村、天城村、東天城村を経て現徳之島町花徳）で生まれた。今藤勇に師事し、漢学、数学を修めた。
経済界では、1896年（明治29年）1月、大阪第七十九国立銀行取締役に就任。以後、同行大島支店主任、鹿児島県農工銀行設立委員、大島興業社長を務めた。
政界では、1889年（明治22年）1月、大島郡第19学区学事委員に就任。同年7月、大島郡山村外五ヶ村戸長となる。1898年（明治31年）8月、第6回衆議院議員総選挙（鹿児島県第7区、無所属）で当選し、その後立憲政友会に所属して、衆議員議員に1期在任した。
また、道路の開削、学校の新築など公共の事業に多額の寄付を行った。

## 親族
- 長男 林為良（衆議院議員）[4]